# Hoghilag
Hoghilag (veraltet Holdilag; deutsch Halvelagen oder Halwelagen, siebenbürgisch-sächsisch Ha(l)welaajen, ungarisch Holdvilag) ist eine Gemeinde im Kreis Sibiu in der Region Siebenbürgen in Rumänien.

## Geographische Lage

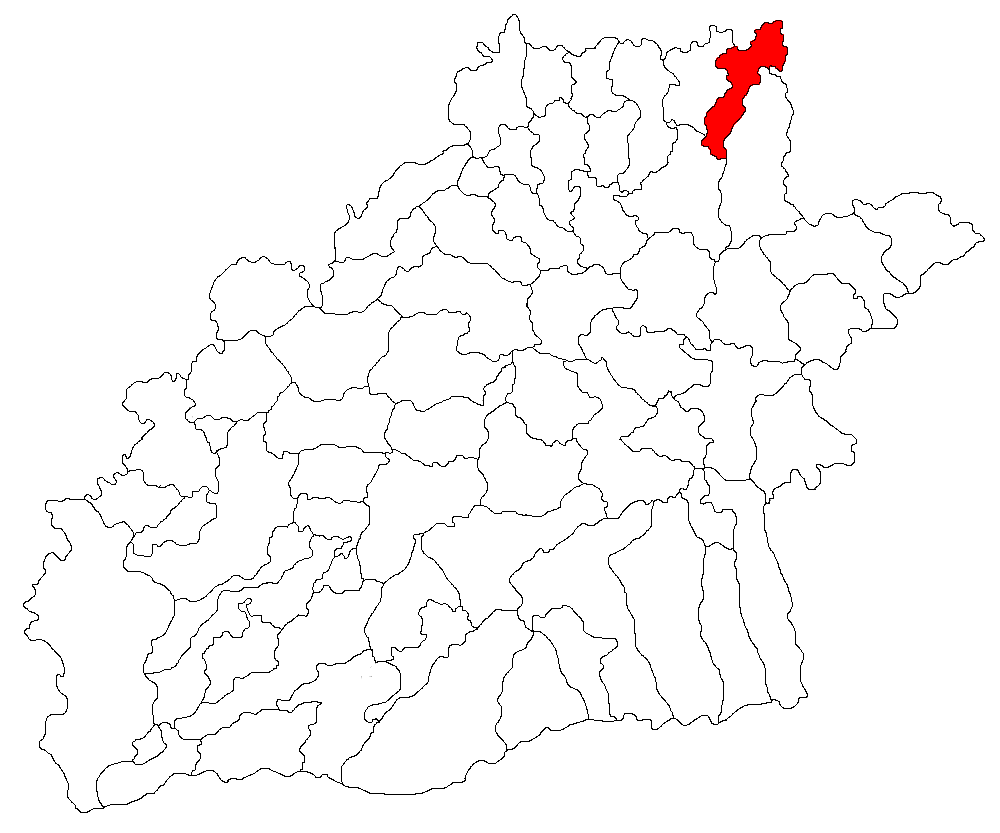
Lage der Gemeinde Hoghilag im Kreis Sibiu

Halvelagen erstreckt sich längs der Nordseite des Tals der Târnava Mare (Große Kokel). Direkt benachbarte Ortschaften sind die Kleinstadt Dumbrăveni (Elisabethstadt) im Westen, das Dorf Prod (Pruden) im Nordosten, Laslea (Lasseln) im Südosten und Valchid (Waldhütten) im Süden. Weitere benachbarte größere Ortschaften sind die 20 Kilometer östlich liegende Stadt Sighișoara (Schäßburg) und die 30 Kilometer westlich entfernte Stadt Mediaș (Mediasch).

## Geschichte
Halvelagen wurde wahrscheinlich im 14. Jahrhundert von Siebenbürger Sachsen gegründet. Der deutsche Name Halvelagen stammt von der ungarischen Benennung Holdvilag und bedeutet wahrscheinlich Siedlung des Mondes. Im Laufe der Besiedlung wurde auch in Halvelagen eine der für Siebenbürgen charakteristischen Kirchenburgen gebaut. Die Burgmauer um die Kirche und der Kirchturm Halvelagens wurden im 17. Jahrhundert abgerissen.
Auf einem der höheren Berge um Halvelagen gab es einst einen Signalturm oder eine kleinere Burg (Pfaffenburg). In den 1970er Jahren waren noch Reste von Sandsteinstufen und Mauern auffindbar.
Um 1900 wanderte ein großer Teil der Halvelagener nach Amerika aus. Dort arbeiteten sie unter anderem in Stahlwerken und Wurstfabriken um Chicago und Detroit. Seit etwa 1900 hat Halvelagen den Status einer Gemeinde. Heute leben rund 1000 Einwohner in Hoghilag. Mit den beiden Katastralgemeinden Prod und Valchid sind es mehr als 2000. In den Jahren um 1960 lebten in Halvelagen etwa: 500 Siebenbürger Sachsen, 250 Rumänen und 250 Roma.

## Jüngere Geschichte und Gegenwart
Nach dem Sturz des rumänischen Diktators Nicolae Ceaușescu verließen fast alle Halvelagener Sachsen ihre Heimatgemeinde und siedelten nach Deutschland über.
Die Kirchenorgel wurde in Deutschland restauriert und danach dem Musik-Konservatorium in Cluj-Napoca (Klausenburg) übergeben. Von den drei Turmglocken des sächsischen Kirchturmes veräußerte die Halvelagner Kirchenleitung in den 1990er Jahren eine Glocke an eine Kirchengemeinde im Ungarisch sprechenden Szekler-Gebiet im inneren Karpatenbogen.
Im Jahre 2005 lebten in Halvelagen circa 1.000 Menschen, davon ca. 500 Rumänen, ca. 500 Roma und 4 Sachsen.

## Sehenswürdigkeiten
- Die Evangelische Kirche, 1828–1838 errichtet, und der nebenan 36 Meter hohe Spitzturm, 1581 errichtet und 1796 erneuert, stehen unter Denkmalschutz.[3]

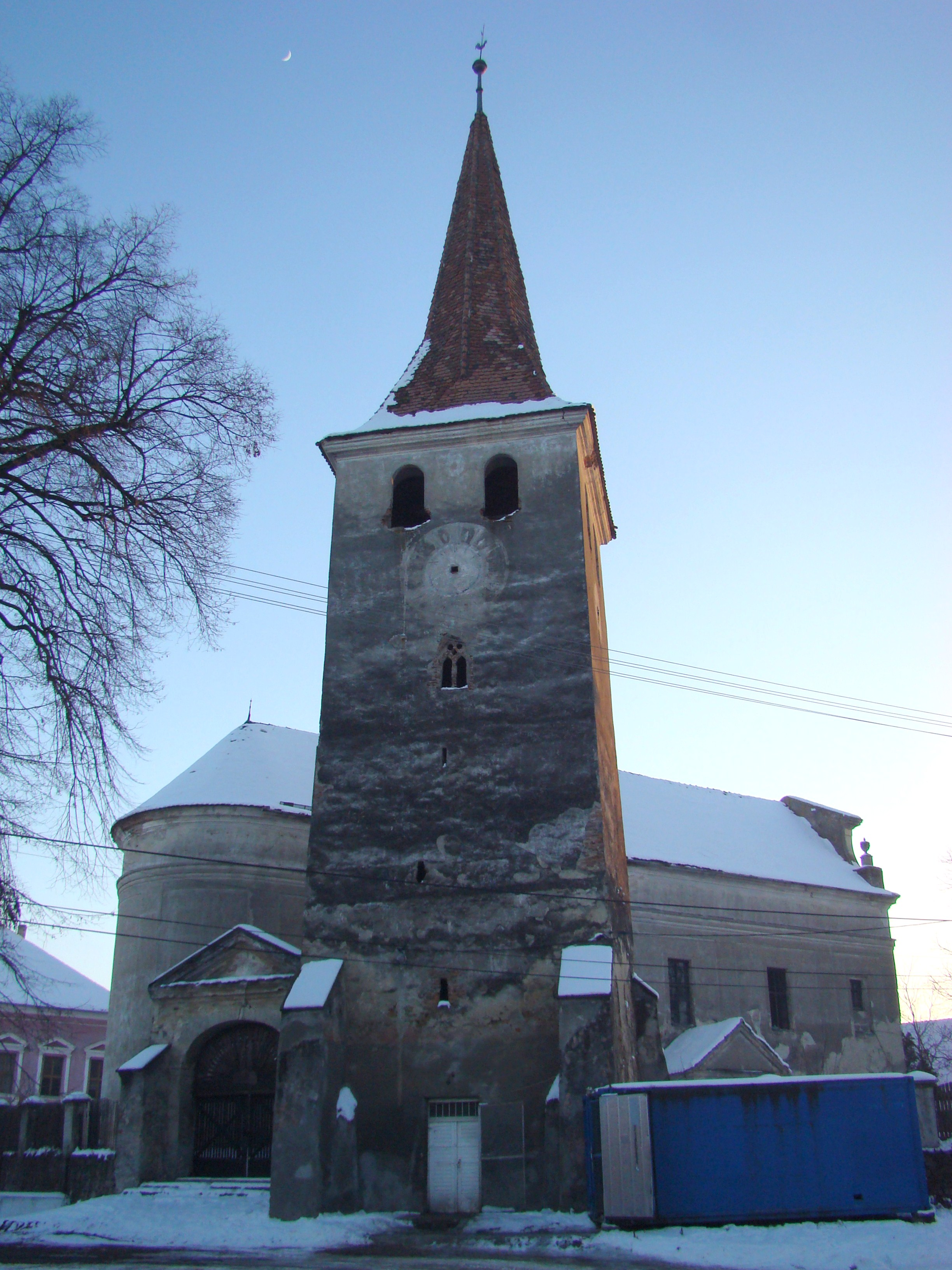
Evangelische Kirche und Spitzturm
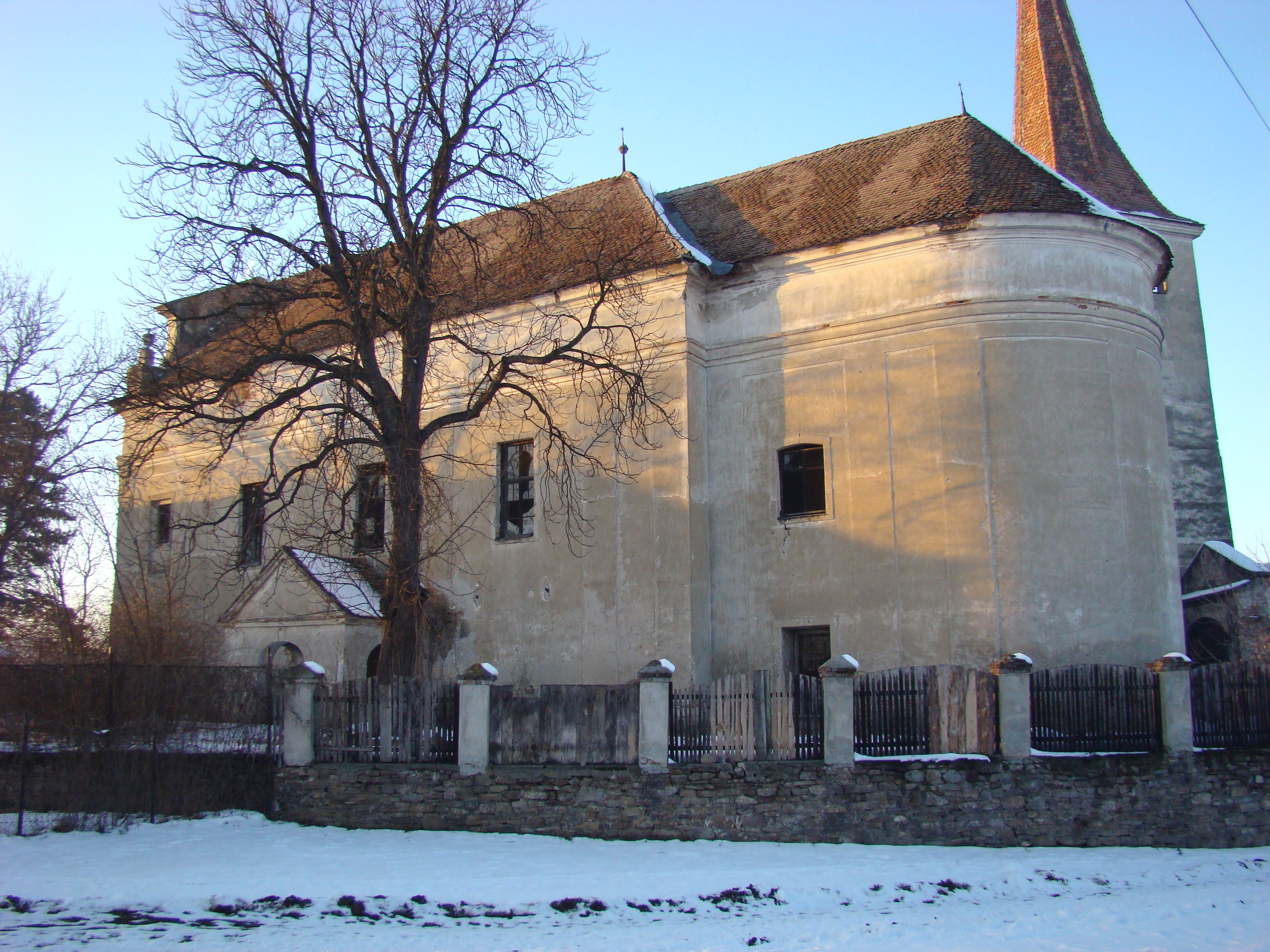
Evangelische Kirche
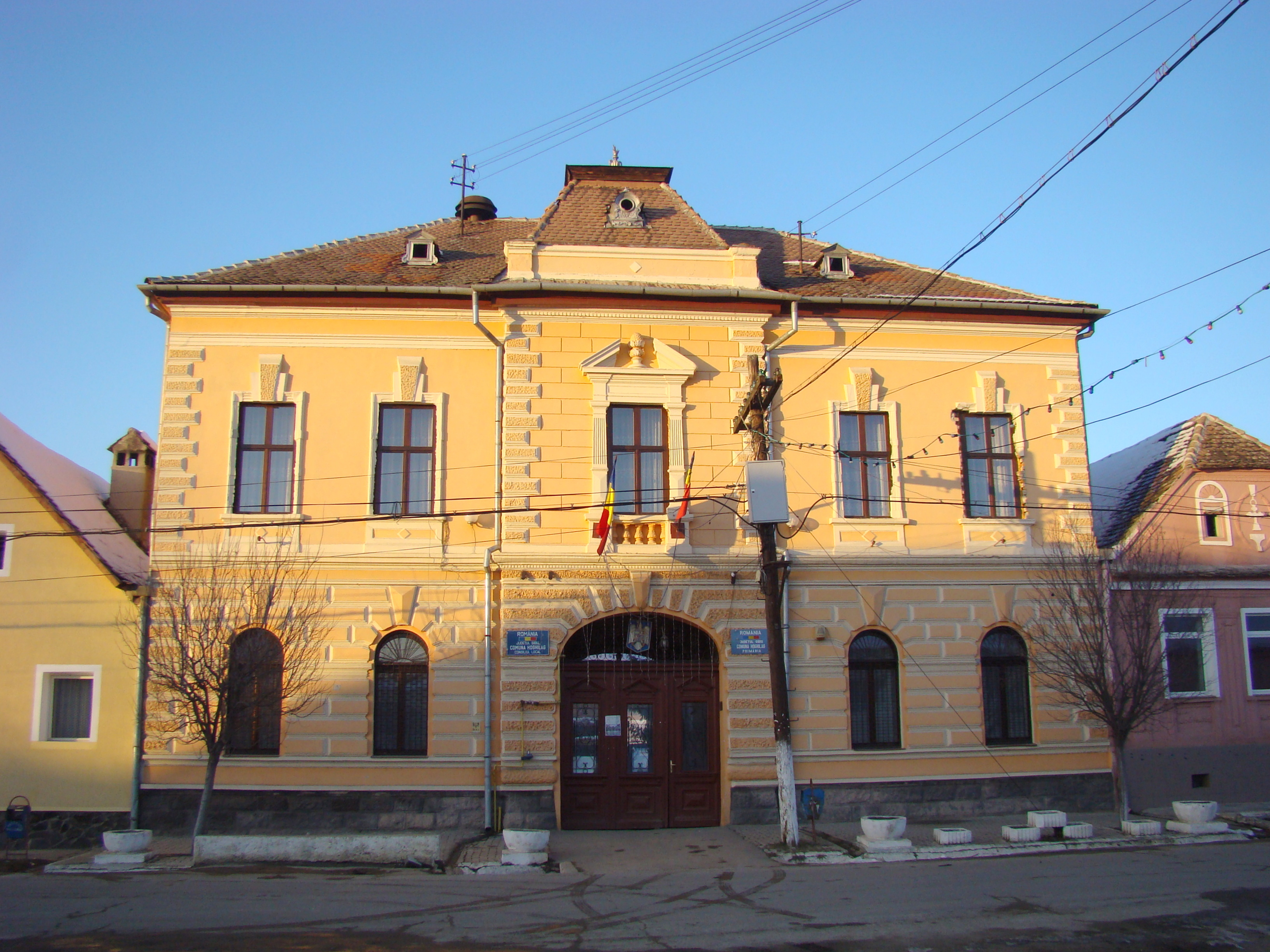
Rathaus
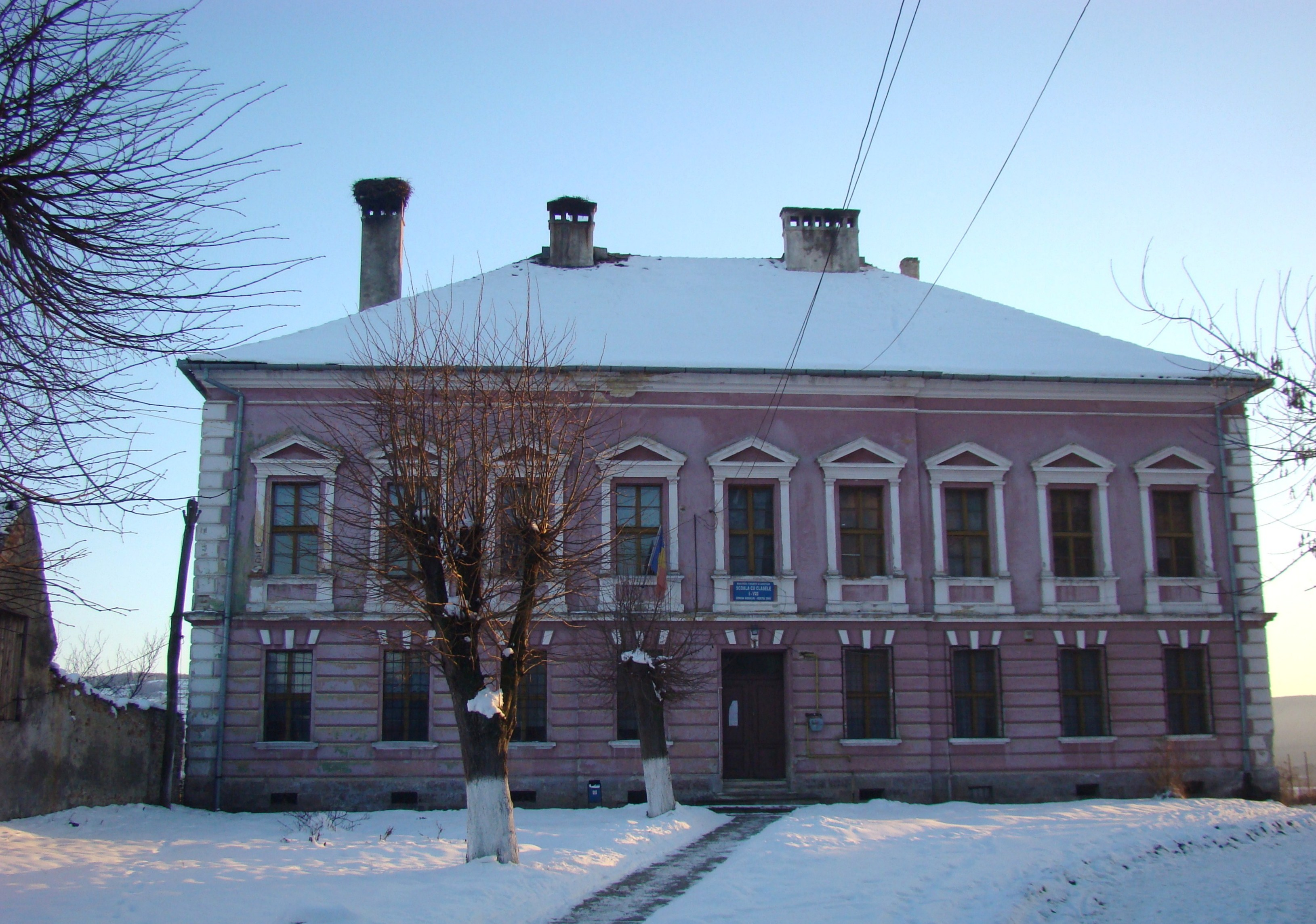
Grundschule

- Im eingemeindeten Dorf Valchid die Kirchenburg, steht unter Denkmalschutz.[3]